# Botched
Botched é um reality americano que estreou no E! em 24 de junho de 2014. Com os médicos Terry Dubrow e Paul Nassif "remédio extremo de cirurgias plásticas errado." Estreou na noite de domingo em 29 de junho de 2014 foi visto por 1,2 milhão de espectadores. 's's. A reunião especial hospedado por Maria Menounos foi ao ar no dia 26 e 27 de outubro, e contou com entrevistas com Dubrow, Nassif, e os pacientes da série.
Em 5 de agosto de 2014, Botched foi renovada para uma segunda temporada, que estreou em 14 de abril de 2015. E em 7 de junho, movida para as terça-feira às 9h00 um intervalo de tempo para o domingo às 9h00. O final da meia temporada foi ao ar no dia 12 de julho. A série foi renovada para uma terceira temporada no dia 1º de julho.
Os três episódios especiais intitulado como Botched: Post Op, foi ao nos dias 13, 20 e 27 de outubro. Eles foram apresentados por Nassif, Dubrow, e a esposa de Dubrow, Heather Dubrow.
A terceira temporada estreou em 10 de maio de 2016, estrelado por tanto Dubrow e Nassif. E terminou em 2 de agosto de 2016. Em outubro de 2015, os oito episódio do spin-off da série de Botched foi anunciado: Botched desastres da Natureza. Ele estreou em 9 de agosto de 2016.
A quarta temporada estreou em 18 de junho de 2017 e terminou em  18 de julho de 2018 com 22 episódios.
A atual e oitava temporada da série estreou no Brasil transmitida pelo canal E! no dia 25 de setembro de 2023 às 20h30. A dupla Dubrow e Nassif será desafiada a corrigir procedimentos estéticos malsucedidos e resolver problemas de saúde intrigantes.